# 배송지
배송지(裴松之, 372년 ~ 451년)는 동진 말 ~ 송 초의 정치가로, 자(字)는 세기(世期)이며 사례(司隷) 하동군(河東郡) 문희현(聞喜縣) 사람이다. 
진수의 《삼국지》에 주석을 단 것으로 유명하며, 위나라 정치가 배잠의 아우 배휘(裴徽)의 6세손이다. 조부는 광록대부(光祿大夫) 배매(裴昧)이고 아버지는 정원외랑(正員外郞) 배규(裴珪)이며, 아들 배인(裴駰)은 《사기집해(史記集解)》를 저술하였으며, 증손은 배자야(裴子野)이다.
| 이름          | 저자                 | 권수 |
| ------------- | -------------------- | ---- |
| 사기          | 전한·사마천          | 130  |
| 한서          | 후한·반고·배인       | 100  |
| 후한서        | 유송·범엽·배송지     | 120  |
| 삼국지        | 서진·진수·배잠       | 65   |
| 진서(晉書)    | 당·방현령·배행검 등  | 130  |
| 송서          | 양·심약              | 100  |
| 남제서        | 양·소자현            | 59   |
| 양서          | 당·요사렴            | 56   |
| 진서(陳書)    | 당·요사렴            | 36   |
| 위서          | 북제·위수            | 114  |
| 북제서        | 당·이백약            | 50   |
| 주서          | 당·영호덕분 등       | 50   |
| 수서          | 당·위징 등           | 85   |
| 남사          | 당·이연수            | 80   |
| 북사          | 당·이연수            | 100  |
| 구당서        | 후진·유후 등         | 200  |
| 신당서        | 송·구양수 등         | 225  |
| 구오대사      | 송·설거정 등         | 150  |
| 신오대사      | 송·구양수            | 74   |
| 송사          | 원·토크토 등         | 496  |
| 요사          | 원·토크토 등         | 116  |
| 금사          | 원·토크토 등         | 135  |
| 원사          | 명·송렴 등           | 210  |
| 명사          | 청·장정옥 등         | 332  |
| 신원사*       | 중화민국·커샤오민 등 | 257  |
| 청사고*       | 중화민국·자오얼쑨 등 | 536  |
| v • d • e • h |                      |      |

## 생애
8살에 《논어》와《모시(毛詩)》에 통달하였으며, 몸가짐은 늘 검소했다.
태원(太元) 16년(391년) 스무살 때 전중장군(殿中將軍)에 임명되었다. 이 관직은 황제의 좌우를 호위하는 것인데, 진 효무제의 태원연간에 명가출신의 인물을 선발하여 고문역을 맡기는 것으로 바뀌었다.

동진에서 여러 관직을 거쳤다. 의희(義熙) 원년(405년)경에는 상서사부랑(尙書祠部郞)을 지냈으며, 선조의 비석을 함부로 세우는 것을 금할 것을 상주하였다. 배송지는 사사로이 세운 비에는 사실과 다른 것이 있다고 생각하고 상표하여 말하기를 
| “ | “이러저러한 이유로 비석을 세우려는 자들에 대해서는 신청을 의무화해야 합니다. 조의에서 검토한 후에 허가한다면 근거없는 이야기를 막을 수 있고, 참된 사적만을 찬양하여 세상에 알릴 수 있을 것입니다.” | ” |

라고 하였다. 이후 확인되지 않은 비석은 부숴버렸다.
의희 12년(416년), 훗날 송을 건국한 유유의 북벌에 사주주부(司州主簿)로서 종군하였다. 이윽고 낙양을 함락시킨 후 배송지는 사예주(司隷州)에 거하며 정무를 맡았다.

송나라가 건국되자, 무제는 모덕조(毛德祖)를 사자로 삼아서 낙양에 보내며 말하기를 
| “ | “배송지는 정치가로서 훌륭한 기량을 가진 인물이다. 벽지에서 오랫동안 일하게 할 인물이 아니다. 곧 불러들여 세자의 스승으로 삼아 은경인(殷景仁)과 같이 대우하려 한다. 이를 전하도록 하라.” | ” |

하였다.

이후 태자선마(太子洗馬) 등을 역임하였으며, 공적을 인정받아 원가(元嘉) 3년(426년) 중서시랑(中書侍郞) · 서향후(西鄕侯)에 봉해졌다. 이후 사례 · 기주(冀州)의 대중정(大中正)으로 전임하였고, 원가 6년(429년)에는 문제(文帝)의 명으로 《삼국지》에 주석을 달았다.(배송지주, 혹은 배주) 배송지는 여러 기록을 수집하고 많은 이설을 모아 완성하여 이를 헌상하였다. 황제가 이를 보고 말하기를 
| “ | “배세기의 이름은 오래도록 남을 것이다.” | ” |

또한 배송지는 《진기(晉記)》를 저술하였으나, 이후 소실되었다.
이후에도 대중정 및 영가군(永嘉郡) 등의 지방의 태수를 역임하였고, 마지막으로 국자박사(國子博士) · 태중대부(太中大夫)를 지냈다.
하승천(何承天)의 국사를 뒤이어 완성하라고 명받았으나 원가(元嘉) 28년(451년) 이를 끝내 마치지 못하고 병으로 죽었다.
인용한 사료 자체의 질은 별로 신경쓰지 않았기 때문에, 사실성은 차치하고 진수의 문장에 비하여 읽기가 수월하고 재미있다. 때문에 사람들의 이야깃거리가 되었고, 여기에서 《삼국지연의》의 탄생으로 이어졌다.
또한 출전을 반드시 기록하였으므로, 동시대 및 근미래의 어떤 사료가 인용되었는지를 그 내용과 함께 알 수 있으며, 저자의 입장이나 시대에 따라 해석과 주장이 어떻게 다른지를 알 수 있다. 같은 사건이더라도 위(魏)의 기록과 촉(蜀), 혹은 오(吳)의 기록이 크게 다르다. 또한 동시대 사료와 위의 다음 시대인 서진(西晉), 또한 그 다음 시대인 동진에 걸쳐 생겨난 사료는 제각각 사건에 대한 해석이 다르다. 그러한 비교 검토의 재료를 기록으로 남겨두어, 사료로서 가치가 매우 높다.
예를 들어 위의 조모가 시해된 사건의 경우, 사건에 서진을 건국한 사마씨(司馬氏)가 연루되어 있기 때문에 진수는 이를 모호하게 기록하였다. 이에 배송지는 습착치의 《한진춘추》에 기록된 사건의 전말이 가장 잘 정리된 것으로 보고, 주석의 맨 앞에 인용하는 한편 이어서 다른 설들을 기록하였다. 이는 곧 독자로 하여금 사료를 비교 · 검토하게끔 한 것으로, 또한 배송지는 자신의 주장과 반대되는 문헌도 주석으로 인용하여 다시 검토할 여지를 남겼다.
인용된 문헌의 수는 위 → 오 → 촉의 순으로 많으며, 본문의 분량에 대한 비율로는 위 → 촉 → 오의 순으로 많다.

## 배송지의 친족관계

### 관련 인물
배잠　배수